# Удмуртский радиотелецентр РТРС
Удмуртский республиканский радиотелевизионный передающий центр (филиал РТРС «Удмуртский РРТПЦ») — местный радио- и телевещатель, филиал РТРС в Ижевске. Филиал обеспечивает 20-ю бесплатными цифровыми эфирными телеканалами 98,4 % населения Удмуртии.

## История

### 1930—1940-е годы
В газете «Ижевская Правда» от 5 ноября 1932 года № 252 была опубликована статья об открытии Удмуртской радиовещательной станции имени 10-летия Удмуртской автономной области со штатной численностью девять человек. Радиостанция «Малый Коминтерн» вещала на волне 363,6 метра. Мощность передатчика составляла 4 кВт, объем вещания — четыре часа в сутки (1-1,5 часа утром и 2,5-3 часа вечером).

### 1950—1960-е годы
7 мая 1955 года на торжественном заседании в честь Дня радио было объявлено о строительстве телецентра в Ижевске. Проект телецентра подготовили сотрудники ижевского мотозавода, металлические конструкции для строительства телебашни в Ижевске изготовил Челябинский металлургический завод.
Первая телепередача ижевской студии телевидения вышла в эфир 4 ноября 1956 года и была посвящена строителям телецентра. Телепрограмму могли смотреть 40 % жителей республики.
Телецентр был принят в эксплуатацию 25 июля 1957 года. Это был двадцатый телецентр в Советском Союзе. Студия находилась в цокольном этаже дома № 206 по Пушкинской улице, рядом с телебашней. Регулярное телевещание было организовано с августа 1957 года, телепередачи транслировались три раза в неделю. Объём вещания составлял 289 часов в месяц.
В 1958 году введены в строй первые телевизионные ретрансляторы «ТРСО» в Воткинске, Глазове, Сарапуле и Кильмези. Программы принимались из Ижевска.
В 1962 году построено новое здание Ижевского радиоцентра (Песочная улица, дом 15), в котором он работает в настоящее время. Радиоцентр транслировал Первую программу Всесоюзного радио и «Маяк» с помощью передатчиков «Дождь-2», размещённых на новой мачте высотой 180 м.
16 марта 1962 года в ижевский эфир вышла первая телевизионная программа из Москвы.
В 1964 году принят в эксплуатацию телевизионный ретранслятор в Камбарке. В 1969 году введена в строй радиотелевизионная станция в Балезино. Благодаря ей жители северной части Удмуртской Автономной Советской Социалистической Республики могли принимать Первую программу Центрального телевидения и Первую и вторую программы Всесоюзного радио. Охват населения республики телевизионным вещанием увеличился до 70 %, радиовещанием — до 80 %.

### 1970—1980-е годы
В 1970 году в Ижевске началась ретрансляция Второй общесоюзной программы, введена в эксплуатацию радиорелейная линия (РРЛ) «Ижевск — Балезино» протяжённостью 124 км.
В 1980 году началась трансляция цветных передач удмуртского телевидения.
В 1982 году с передающей станции в Балезино началась ретрансляция трансляция Второй общесоюзной программы.
1 сентября 1988 года введена в эксплуатацию новая передающая станция в Ижевске (с. Вараксино Завьяловского района), высота мачты — 340 метров. Начали работать два телевизионных передатчика АТРС-50/5 (25 кВт) и два УКВ-ЧМ передатчика (4 кВт). Ввод передатчиков повышенной мощности позволил увеличить охват населения УАССР телевидением до 80 %.
В 1989 году в Ижевске началась ретрансляция Ленинградской программы.

### 1990-е годы
В 1991 году введена в эксплуатацию средневолновая вещательная станция в деревне Карашур Якшур-Бодьинского района. Высота мачты — 142 м. Установлен средневолновый передатчик для трансляции программы «Радио России» на частоте 594 кГц.
В апреле 1993 года в Ижевске начала вещание первая коммерческая телевизионная компания «Арсенал-видео».
В 1995 году в Кизнере введена в эксплуатацию мачта высотой 198 метров. У жителей южной части Удмуртии появилась возможность смотреть телепрограмму «Первый канал», а в 1999 году — «Россия». Охват населения республики Первой программой телевидения приблизился к 90 %.

### 2000-е годы
В 2002 году радиотелецентр вошел на правах филиала в структуру федерального государственного унитарного предприятия «Российская телевизионная и радиовещательная сеть».
В 2000—2004 годы в Удмуртской Республике введены в эксплуатацию цифровые радиорелейные линии (РРЛ), используемые для передачи телевизионных и радиовещательных сигналов, организации цифровых каналов связи между объектами и сотовых операторов. Общая протяженность РРЛ в 2005 году достигла 400 км.
В 2009 году введена в эксплуатацию региональная спутниковая сеть, предназначенная для доставки программ «Россия 1» и «Радио России» с вставками программ телекомпании ГТРК «Удмуртия» на объекты вещания. Она включала в себя волоконно-оптическую линию связи между аппаратно-студийным комплексом ГТРК «Удмуртия» и Удмуртским радиотелецентром РТРС, передающую спутниковую станцию «Сигнал 37» и 12 наземных приемных станций.

## Деятельность
С 2011 по 2018 годы РТРС создал цифровую эфирную телесеть из 38 передающих станций. Первые объекты цифрового вещания начали тестовую работу в сентябре 2013 года в Кизнере, Балезино, Дебесах и Воткинске.
17 октября 2013 года программы первого мультиплекса (РТРС-1) стали доступны для жителей Ижевска и его окрестностей. В официальном запуске цифрового эфирного телевидения Удмуртии принял участие Президент Удмуртской Республики Александр Волков.
В 2014 году в тестовом режиме программы второго мультиплекса стали доступны для жителей Ижевска, Воткинка, Балезино и Глазова.
10 июля 2017 года было запущено вещание первого цифрового мультиплекса. Также стали доступны в цифровом формате региональные программы на телеканалах «Россия 1» и «Россия 24» и радиостанции «Радио России».
В декабре 2017 года Удмуртский радиотелецентр завершил строительство цифровой телерадиосети в регионе. Программы первого мультиплекса стали доступны для 99,28 % жителей республики. А ровно через год, в декабре 2018 года, филиал включил все передатчики второго мультиплекса (РТРС-2) в регионе.
6 апреля 2019 года Удмуртия присоединилась к всероссийской акции «Телеаллея». 20 сосен высадили в Государственном зоологическом парке Удмуртии — по числу бесплатных телеканалов в первом и втором мультиплексах. Акцию посвятили переходу 19 регионов России с аналогового на цифровое эфирное телевещание
15 апреля 2019 года Удмуртский РРТПЦ отключил аналоговое вещание федеральных телеканалов.. В 11:40 по местному времени в республике прекратили телевизионную трансляцию 37 аналоговых передатчиков.
29 ноября 2019 года филиал начал вещание региональных блоков новостей телеканала «Моя Удмуртия» в сетке телеканала «ОТР».
В январе 2021 года Удмуртский филиал РТРС завершил программу повышения надежности электроснабжения объектов цифрового эфирного телевещания (ЦЭТВ) на сети РТРС.
Все 38 радиотелевизионных станций (РТС) в республике обеспечены резервными источниками электропитания и устройствами автоматического ввода резерва (АВР), что позволяет минимизировать перерывы трансляции «цифры» при отключении электроэнергии на основной линии.

## Организация вещания
Удмуртская Республика входит в вещательную зону «М» (+1).
Удмуртский радиотелецентр обеспечивает трансляцию в Удмуртии:
- 20 телеканалов и 3 радиоканала в цифровом формате;
- 2 телеканала в аналоговом формате;
- 19 радиоканалов.

Инфраструктура эфирного телерадиовещания удмуртского филиала РТРС включает:
- республиканский радиотелецентр;
- центр формирования мультиплексов;
- 1 производственное территориальное подразделение (цех);
- 41 радиотелевизионная передающая станция;
- 46 антенно-мачтовых сооружений;
- 2 передающих земных станции спутниковой связи для врезки местных телеканалов в первый мультиплекс;
- 130 приемных земных станций спутниковой связи;
- 76 цифровых телевизионных передатчиков;
- 2 аналоговых телевизионных передатчиков;
- 37 радиовещательных передатчиков;
- 3 точки присоединения операторов кабельного телевидения: г.Ижевск, г.Сарапул, г.Можга;
- 39 устройств замещения регионального контента (реплейсеров);
- 40 устройств вставки локального контента (сплайсеров).

В филиале работают 3 аварийно-профилактические группы.

## Социальная ответственность

### Коллективный договор
19 марта 2020 года в РТРС заключен коллективный договор на 2020—2023 годы. В новом коллективном договоре сохранены действующие социальные льготы и гарантии для работников, в том числе более 30 социальных льгот сверх предусмотренных Трудовым кодексом РФ.

## Награды
2 сотрудника Удмуртского филиала РТРС награждены медалью ордена «За заслуги перед Отечеством» II степени (Указ Президента Российской Федерации от 03.08.2020 № 493).